# Europawahl

Logo des Europäischen Parlaments

Die Europawahl ist eine seit 1979 in der Europäischen Union alle fünf Jahre stattfindende unmittelbare, freie und geheime Wahl, bei der die Abgeordneten des Europäischen Parlaments bestimmt werden. Sie ist nach der Wahl zum indischen Parlament die zweitgrößte demokratische Wahl der Welt. Die letzten Europawahlen fanden vom 6. bis 9. Juni 2024 statt.
Die Mitglieder des Europäischen Parlaments werden für jeden Mitgliedstaat getrennt gewählt. Europaweite Rechtsgrundlage der Wahlen sind Art. 14 Abs. 3 EU-Vertrag sowie der 1976 verabschiedete Direktwahlakt, der den allgemeinen Rahmen für die Wahlen bildet. Das genaue Wahlsystem wird jedoch von jedem einzelnen Mitgliedstaat durch nationale Regelungen bestimmt. Bereits seit Einführung der Europawahlen gibt es Bestrebungen, das Wahlsystem europaweit zu vereinheitlichen, wozu das Europäische Parlament und der Rat der Europäischen Union nach Art. 223 AEU-Vertrag auch ausdrücklich beauftragt sind. Allerdings sieht der Vertrag hierzu keinen festen Zeitplan vor, kleinere Änderungen zur Vereinheitlichung wurden über die Jahre verwirklicht. Seit der Europawahl 2004 müssen alle Mitgliedstaaten das Prinzip der Verhältniswahl anwenden, auch wenn sie (wie Frankreich) bei nationalen Wahlen ein Mehrheitswahlrecht benutzen.
Bei der Europawahl 2014 stellten die meisten europäischen Parteien erstmals EU-weite Spitzenkandidaten für die EU-Kommissionspräsidentschaft auf. Zwar hat formell der Europäische Rat dafür das Vorschlagsrecht, jedoch muss er dabei gemäß Art. 17 Abs. 7 EU-Vertrag das Ergebnis der Europawahl berücksichtigen. Da letztlich das Europaparlament die EU-Kommission wählt, hat dieses somit das letzte Wort. Es gibt im EU-Parlament Bestrebungen, dieses Spitzenkandidaten-Prinzip im EU-Wahlrecht künftig verbindlich festzuschreiben.

## Wahlmodus
Wahlberechtigt sind alle Bürger der Europäischen Union, wobei im EU-Ausland lebende Bürger alternativ entweder am Ort ihres Wohnsitzes oder in ihrem Herkunftsland wählen dürfen. Hierfür ist es notwendig, in das örtliche Wählerverzeichnis zur Europawahl eingetragen zu sein. Das Alter für das aktive Wahlrecht liegt in fast allen Staaten bei 18 Jahren, nur in drei Staaten liegt es bei 16 Jahren: in Österreich (seit der Europawahl in Österreich 2009), Malta (ab der Europawahl 2019) und Deutschland (ab der Europawahl 2024). Auch das Alter für den Erwerb des passiven Wahlrechts (Wählbarkeit) hängt von der nationalen Regelung des Herkunftsstaates ab. Während die meisten EU-Bürger bereits ab 18 Jahren gewählt werden können, müssen beispielsweise Kandidaten in Italien mindestens 25 Jahre alt sein.
Die Anzahl der zu wählenden Abgeordneten ist durch einen Beschluss des Europäischen Rates für jedes Land getrennt festgelegt. Dabei gilt das Prinzip der degressiven Proportionalität, dem zufolge größere Länder grundsätzlich mehr Abgeordnete haben als kleinere, kleinere Länder jedoch mehr Abgeordnete pro Einwohner als größere. Der Grundsatz der Wahlgleichheit ist damit nicht erfüllt. Gemäß Art. 14 Absatz 2 des Vertrags über die Europäische Union müssen in jedem Land zwischen 6 und 96 Abgeordnete gewählt werden.
Die Kandidaten werden über Listen auf nationaler bzw. regionaler Ebene aufgestellt, meist über die nationalen Parteien. Die politischen Parteien auf europäischer Ebene spielen für die Wahl hingegen nur eine begrenzte Rolle, indem sie etwa den Wahlkampf ihrer nationalen Mitgliedsparteien koordinieren und gemeinsame Wahlprogramme verabschieden. Es können aber auch nationale Parteien an der Europawahl teilnehmen, die nicht in einer europäischen Partei organisiert sind.
Da die verschiedenen Mitgliedstaaten der EU unterschiedliche Traditionen bei der Festlegung von Wahlterminen haben, fallen die Europawahlen in den verschiedenen Ländern auch nicht auf dasselbe Datum: So wird in den Niederlanden üblicherweise unter der Woche gewählt, in Deutschland, Österreich und vielen anderen Ländern jedoch sonntags. In manchen Ländern, etwa Italien, ist es auch üblich, dass die Wahllokale nicht nur an einem, sondern an zwei Tagen geöffnet haben. Insgesamt erstrecken sich die Europawahlen deshalb gewöhnlicherweise über vier Tage (von Donnerstag bis Sonntag). Um eine Verfälschung der Wahl zu verhindern, sollen amtliche Ergebnisse in allen Ländern erst am Sonntagabend bekanntgegeben werden. Dieses Verbot wurde jedoch in der Vergangenheit mehrfach durch die vorzeitige Veröffentlichung von Hochrechnungen unterlaufen.
Bei der Europawahl 2019 in Großbritannien haben vermehrt dort ansässige Bürger aus anderen EU-Ländern darüber geklagt, dass ihnen die Teilnahme an der Europawahl verweigert wurde.
Gemeinschaftsrechtliche Grundlagen der Europawahl sind:
- der Vertrag über die Europäische Union (insbesondere Art. 14 Absätze 2 und 3),
- der Vertrag über die Arbeitsweise der Europäischen Union (insbesondere Art. 223 Absatz 1),
- der Direktwahlakt – Beschluss und Akt zur Einführung allgemeiner unmittelbarer Wahlen der Abgeordneten des Europäischen Parlaments vom 20. September 1976,[9] zuletzt geändert durch den Ratsbeschluss 2018/994 vom 13. Juli 2018 (nicht in Kraft bis alle EU-Staaten zustimmen),[10]
- die Richtlinie 93/109/EG des Rates vom 6. Dezember 1993 über die Einzelheiten der Ausübung des aktiven und passiven Wahlrechts bei den Wahlen zum Europäischen Parlament für Unionsbürger mit Wohnsitz in einem Mitgliedstaat, dessen Staatsangehörigkeit sie nicht besitzen in der konsolidierten Fassung vom 27. Januar 2013.

Das Europäische Parlament hat nach Art. 223 AEU-Vertrag ein Initiativrecht für ein gemeinsames Wahlrecht und hat dazu auch bereits mehrfach einen Anlauf gewagt. So sollen laut dessen Vorschlag alle EU-Bürger ab 16 Jahren wählen dürfen, bei allen Wahlen die Möglichkeit gegeben sein, auch im Ausland seine Stimme abzugeben und eine nationale oder regionale Sperrklausel von 3 bis 5 % angewandt werden. Für die schon seit längerer Zeit diskutierte Einführung von transnationalen Listen fand sich hingegen letztlich im Europäischen Parlament keine Mehrheit. Die Entschließungen bedürfen jedoch der Zustimmung des Europäischen Rats, damit die Änderungen in Kraft treten können. Bisher sind bis auf eine obligatorische, nicht in Deutschland angewandte, Sperrklausel von 2 bis 5 % diese Initiativen vom Europäischen Rat jedoch verworfen worden.

### Das Wahlsystem in den Einzelstaaten
Die folgende Liste zeigt einige der Grundparameter für die Wahlsysteme der einzelnen EU-Mitgliedstaaten, die genannte Abgeordnetenzahl entspricht jeweils den Regelungen nach dem Vertrag von Lissabon. Das genaue Sitzzuteilungsverfahren unterscheidet sich von Land zu Land, meist werden das D’Hondt-, Sainte-Laguë- oder Hare/Niemeyer-Verfahren angewendet. Ausdrücklich aufgeführt ist in der folgenden Liste nur das Präferenzwahlverfahren, das in Irland und auf Malta angewandt wird.
| Mitgliedstaat | Sitze | Wahltag | Wahlalter (aktiv/passiv) | Wahlkreise | Sperrklausel | Sonstiges                                 |
| ------------- | ----- | ------- | ------------------------ | ---------- | ------------ | ----------------------------------------- |
| Belgien       | 21    | So      | 16/21                    | 3          | –            | Vorzugsstimmen, Wahlpflicht               |
| Bulgarien     | 17    | So      | 18/21                    | 1          | ~5,88 %      | Vorzugsstimmen                            |
| Dänemark      | 14    | So      | 18/18                    | 1          | –            | Vorzugsstimmen                            |
| Deutschland   | 96    | So      | 16/18                    | 16 2       | –            | –                                         |
| Estland       | 7     | So      | 18/21                    | 1          | –            | –                                         |
| Finnland      | 14    | So      | 18/18                    | 1          | –            | Vorzugsstimmen                            |
| Frankreich    | 79    | So 1    | 18/18                    | 1          | 5 %          | –                                         |
| Griechenland  | 21    | So      | 17/25                    | 1          | 3 %          | Wahlpflicht                               |
| Irland        | 13    | Fr      | 18/21                    | 4          | –            | Übertragbare Einzelstimmgebung            |
| Italien       | 76    | So      | 18/25                    | 5 2        | 4 %          | Vorzugsstimmen                            |
| Kroatien      | 12    | So      | 18/18                    | 1          | 5 %          | Vorzugsstimmen                            |
| Lettland      | 8     | Sa      | 18/21                    | 1          | 5 %          | Vorzugsstimmen (auch negative)            |
| Litauen       | 11    | So      | 18/21                    | 1          | 5 %          | Vorzugsstimmen                            |
| Luxemburg     | 6     | So      | 18/18                    | 1          | –            | Vorzugsstimmen, Panaschieren, Wahlpflicht |
| Malta         | 6     | Sa      | 16/18                    | 1          | –            | Übertragbare Einzelstimmgebung            |
| Niederlande   | 29    | Do      | 18/18                    | 1          | ~3,85 %      | Vorzugsstimmen                            |
| Österreich    | 19    | So      | 16/18                    | 1          | 4 %          | Vorzugsstimmen                            |
| Polen         | 52    | So      | 18/21                    | 13 2       | 5 %          | –                                         |
| Portugal      | 21    | So      | 18/18                    | 1          | –            | –                                         |
| Rumänien      | 33    | So      | 18/23                    | 1          | 5 %          | –                                         |
| Schweden      | 21    | So      | 18/18                    | 1          | 4 %          | Vorzugsstimmen                            |
| Slowakei      | 14    | So      | 18/21                    | 1          | 5 %          | Vorzugsstimmen                            |
| Slowenien     | 8     | So      | 18/18                    | 1          | 4 %          | Vorzugsstimmen                            |
| Spanien       | 59    | So      | 18/18                    | 1          | –            | –                                         |
| Tschechien    | 21    | Fr/Sa   | 18/21                    | 1          | 5 %          | Vorzugsstimmen                            |
| Ungarn        | 21    | So      | 18/18                    | 1          | 5 %          | –                                         |
| Zypern        | 6     | So      | 18/21                    | 1          | –            | Vorzugsstimmen                            |

Quelle:

### Das Wahlsystem in Deutschland
Deutsche Rechtsgrundlagen für die Europawahl – und damit Rechtsgrundlagen für das Wahlverfahren in Deutschland – sind das Europawahlgesetz (EuWG) und die Europawahlordnung (EuWO). Die 96 deutschen Europaabgeordneten werden in allgemeiner, unmittelbarer, freier, gleicher und geheimer Wahl gewählt. Die Sitzvergabe erfolgt nach einer bundesweiten Berechnung nach dem Verhältniswahlrecht, wobei die 5-Prozent-Sperrklausel bis zur Europawahl 2009 angewandt wurde. Nach einem Urteil des Bundesverfassungsgerichtes 2011 ist die 5-%-Sperrklausel in Deutschland verfassungswidrig. Im Juni 2013 verabschiedete der Bundestag eine Reform des Europawahlrechts, die künftig eine 3-%-Sperrklausel vorsah. Diese letzte Sperrklausel wurde vom Bundesverfassungsgericht am 26. Februar 2014 ebenfalls gekippt. Bei der Europawahl 2014 gab es somit keine Sperrklausel mehr. Um mit einem Abgeordneten ins Parlament einzuziehen, muss eine Partei etwa 0,5 Prozent der Stimmen erreichen. Die Wahl erfolgt auf der Basis von Listenvorschlägen nach den Grundsätzen des Verhältniswahlsystems.
Anders als bei der Bundestagswahl hat der Wähler nur eine Stimme, mit der er eine Partei oder Sonstige Politische Vereinigung wählen kann. Die Wahllisten können als Landeslisten für einzelne Bundesländer oder als gemeinsame Liste für alle Länder eingereicht (Bundesliste) werden.
Die Sitzverteilung erfolgt seit der Europawahl 2009 nach dem Sainte-Laguë-Verfahren, zuvor wurde das Hare-Niemeyer-Verfahren angewandt. Die Wahllisten sind geschlossen; d. h., die auf die Wahlvorschläge entfallenden Sitze werden genau in der auf der Liste festgelegten Reihenfolge besetzt, der Wähler kann – anders als beispielsweise bei Kommunalwahlen in den meisten Bundesländern – nicht selbst die Reihenfolge bestimmen.
Für jeden Kandidaten gibt es noch einen Ersatzkandidaten, der das Mandat übernimmt, falls der gewählte Abgeordnete aus dem Parlament ausscheidet. Nur wenn kein Ersatzkandidat benannt ist, wird die Reihenfolge der Liste beachtet. Diese Regelung soll dazu beitragen, die regionale Ausgewogenheit der deutschen Europaabgeordneten zu gewährleisten.
Das Wahlrecht für deutsche Wähler ist an das Wahlrecht zum deutschen Bundestag gekoppelt; wahlberechtigt sind also alle Deutschen im Sinne des Art. 116 Abs. 1 GG, die am Wahltag das Bundestagswahlrecht besitzen. Auch die Staatsangehörigen eines anderen Staates der EU sind wahlberechtigt, soweit sie älter als 18 Jahre sind und seit mehr als drei Monaten ihren Wohnsitz in Deutschland haben. Ebenso wie die Deutschen, die im EU-Ausland leben, müssen sie sich jedoch entscheiden, ob sie ihr Wahlrecht im Staat ihrer Staatsangehörigkeit oder ihres Wohnsitzes ausüben.
Außerdem sind auch das Wahlstatistikgesetz (WStatG) und das Europaabgeordnetengesetz (EuAbgG) deutsche Rechtsgrundlagen für die Europawahl.
2023 wurde das Wahlalter von 18 auf 16 Jahre gesenkt. Somit können bei der Europawahl 2024 erstmals 16-jährige wählen.

### Das Wahlsystem in Österreich
Die Europawahlen in Österreich erfolgen als Verhältniswahl, wobei das ganze Land einen einzigen Wahlkreis bildet. Die Wähler wählen eine Liste, sie können aber zusätzlich auch einen bestimmten Kandidaten auf dieser Liste wählen, wodurch dieser seine Position in der Liste verbessern kann (Vorzugsstimme). Die Sitzverteilung erfolgt nach dem D’Hondt-Verfahren, mit einer Sperrklausel für alle Listen, die weniger als 4 % der Gesamtzahl der Stimmen erreicht haben. Das passive Wahlrecht wird mit 18 Jahren erreicht, das aktive mit 16 Jahren.

### Das Wahlsystem in den übrigen Mitgliedstaaten
In Belgien erfolgt die Zuteilung der 21 Sitze in drei Wahlkreisen (flämischer Wahlkreis 12 Sitze, wallonischer Wahlkreis 8 Sitze, deutschsprachiger Wahlkreis 1 Sitz). Es gibt keine Sperrklausel. Für die Sitzzuteilung wird das D’Hondt-Verfahren verwendet.
In Bulgarien erfolgt die Zuteilung der 18 Sitze in einem nationalen Wahlkreis. Die Sperrklausel berechnet sich aus dem Quotienten von gültigen Stimmen geteilt durch die Anzahl der zu vergebenen Sitze, d. h. für die Wahlergebnisse 2009 ergab sich eine Sperrklausel von 2.576.434/17 = 151.555 Stimmen. Für die Sitzzuteilung wird das Hare/Niemeyer-Verfahren verwendet.
In Dänemark erfolgt die Zuteilung der 13 Sitze in einem nationalen Wahlkreis ohne Sperrklausel. Die Parteien können Listenverbindungen eingehen. In der Oberzuteilung (an die Listenverbindungen) sowie in der Unterzuteilung (an die einzelnen Parteien einer Liste) wird das D’Hondt-Verfahren verwendet.
In Estland erfolgt die Zuteilung der 6 Abgeordneten in einem nationalen Wahlkreis ohne Sperrklausel. Für die Sitzzuteilung wird das D’Hondt-Verfahren verwendet.
In Finnland erfolgt die Zuteilung der 13 Sitze in einem nationalen Wahlkreis. Es gibt keine Sperrklausel. Parteien können sich zu Listenverbindungen zusammenschließen. In der Oberzuteilung wird das D’Hondt-Verfahren angewandt, während die Sitze in der Unterzuteilung an die Kandidaten mit den meisten Präferenzstimmen gehen.
In Frankreich erfolgt die Wahl über landesweite Listen mit einer Sperrklausel von 5 %. Für die Sitzzuteilung wird das D’Hondt-Verfahren verwendet. Von 2004 bis 2014 erfolgte die Wahl durch eine Verhältniswahl mit acht Wahlkreisen: Nord-Ouest, Ouest, Est, Sud-Ouest, Sud-Est, Massif-Central/Centre, Ile-de-France und Outre-Mer vergeben. Die Sperrklausel betrug für jeden Wahlkreis 5 % der gültigen Stimmen.
In Griechenland erfolgt die Zuteilung der 22 Sitze in einem nationalen Wahlkreis. Die Sperrklausel beträgt 3 % der gültigen Stimmen. Die Zuteilungsmethode basiert auf der unter Einbeziehung der Listen, die nicht an der Verteilung teilnehmen, berechneten Harequote und einer zweigliedrigen Restsitzvergabe.
In der Republik Irland findet die Wahl nach dem Verfahren der übertragbaren Einzelstimmgebung (Präferenzwahlsystem) mit vier Wahlkreisen (Dublin 3 Sitze, East 3 Sitze, North-West 3 Sitze, South 3 Sitze) statt. Es gibt keine Sperrklausel.
In Italien erfolgt die Zuteilung der 73 Sitze in einem nationalen Wahlkreis. Die Sperrklausel beträgt 4 % der gültigen Stimmen. Die Parteien registrieren Distriktlisten in fünf Distrikten (Nord-Occidentale, Nord-Orientale, Centrale, Meridionale, Insulare). Die Sitzzuteilung erfolgt in zwei Schritten. In der Oberzuteilung der Sitze an die verschiedenen Parteien werden die jeweiligen Distriktlisten als eine Bundesliste betrachtet und die 73 Sitze werden mit dem Hare/Niemeyer-Verfahren zwischen diesen aufgeteilt. In der Unterzuteilung an die einzelnen Distriktlisten werden die Sitze, die eine Partei gewonnen hat, mit dem Hare/Niemeyer-Verfahren auf die fünf Distriktlisten aufgeteilt. Innerhalb der Distriktlisten schließlich gehen die Mandate an die Kandidaten mit den meisten Vorzugsstimmen. Eine Sonderregelung gilt für Parteien nationaler Minderheiten: Diese können Listenverbindungen mit Parteien eingehen, die in allen fünf Distrikten antreten, und so ihre Chancen auf ein Mandat erhöhen. Wenn der Spitzenkandidat einer verbündeten Minderheitenpartei mindestens 50.000 Vorzugsstimmen erhält, steht ihm ein Sitz zu. Bei der Europawahl in Italien 2009 erreichte Herbert Dorfmann von der Südtiroler Volkspartei mit 84.361 Stimmen einen Sitz.
In Lettland erfolgt die Zuteilung der 9 Sitze in einem nationalen Wahlkreis. Die Sperrklausel beträgt 5 % der abgegebenen Stimmen, faktisch ist aufgrund der geringen Sitzzahl jedoch ein besseres Wahlergebnis notwendig, um ein Mandat zu erreichen. Für die Sitzzuteilung wird das Sainte-Laguë-Verfahren verwendet.
In Litauen erfolgt die Zuteilung der 12 Sitze in einem nationalen Wahlkreis. Die Sperrklausel beträgt 5 % der abgegebenen Stimmen. Für die Sitzzuteilung wird das Hare/Niemeyer-Verfahren mit aufgerundeter Hare-Quote {\displaystyle HQ2=\left\lceil {\frac {\text{zuteilungsberechtigte Stimmen}}{\text{Anzahl der Sitze}}}\right\rceil } verwendet.
In Luxemburg erfolgt die Zuteilung der 6 Sitze in einem nationalen Wahlkreis. Es gibt keine Sperrklausel. Für die Sitzzuteilung wird das D’Hondt-Verfahren verwendet.
In Malta erfolgt die Zuteilung der 6 Sitze in einem nationalen Wahlkreis. Es gibt keine Sperrklausel. Für die Sitzzuteilung wird das System der übertragbaren Einzelstimmgebung (Präferenzwahlsystem) verwendet.
In den Niederlanden erfolgt die Zuteilung der 26 Sitze in einem nationalen Wahlkreis. Es gibt keine Sperrklausel. Die Parteien können sich zu Listenverbindungen zusammenschließen. In der Oberzuteilung (an die Listenverbindungen) wird das D’Hondt-Verfahren angewandt, während die Sitze in der Unterzuteilung (an die einzelnen Parteien) nach dem Hare/Niemeyer-Verfahren zugeteilt werden.
In Polen erfolgt die Zuteilung der 50 Sitze in einem nationalen Wahlkreis. Die Sperrklausel beträgt 5 % der gültigen Stimmen. Die Parteien registrieren Landeslisten in 13 Distrikten (Katowice, Warszawa 1, Warszawa 2, Wrocław, Kraków, Poznań, Gdańsk, Łódź, Gorzów Wielkopolski,
Bydgoszcz, Olsztyn, Lublin, Rzeszów). Die Sitzzuteilung erfolgt in zwei Schritten. In der Oberzuteilung (an die verschiedenen Parteien) werden die jeweiligen Distriktlisten als eine Bundesliste betrachtet und die 50 Sitze mit dem D’Hondt-Verfahren zwischen ihnen aufgeteilt. In der Unterzuteilung an die einzelnen Distriktlisten werden die Sitze, die eine Partei jeweils gewonnen hat, mit dem Hare/Niemeyer-Verfahren auf die 13 Distriktlisten aufgeteilt.
In Portugal erfolgt die Zuteilung der 22 Sitze in einem nationalen Wahlkreis. Es gibt keine Sperrklausel. Für die Sitzzuteilung wird das D’Hondt-Verfahren verwendet.
In Rumänien erfolgt die Zuteilung der 33 Sitze in einem nationalen Wahlkreis. Es gibt zwei Sperrklauseln: Für Parteien beträgt sie 5 % der gültigen Stimmen, für unabhängige Kandidaten berechnet sie sich durch den Quotienten der gültigen Stimmen durch die Anzahl der zu vergebenen Sitze. Für die Wahlergebnisse 2009 ergab sich damit eine Sperrklausel von 4.840.033/33 = 146.668 Stimmen (ca. 2,9 % der Stimmen). Für die Sitzzuteilung wird das D’Hondt-Verfahren verwendet.
In Schweden erfolgt die Zuteilung der 20 Sitze in einem nationalen Wahlkreis. Die Sperrklausel beträgt 4 % der gültigen Stimmen. Für die Sitzzuteilung wird das modifizierte Sainte-Laguë-Verfahren verwendet. Ein Listenkandidat kann optional angekreuzt werden. Erhält ein Kandidat von mindestens 5 % der Wähler der jeweiligen Partei eine solche Direktstimme, wird er zuerst berücksichtigt. Trifft dies auf mehrere zu, entscheidet die höhere Zahl der Direktstimmen.
In der Slowakei erfolgt die Zuteilung der 13 Sitze in einem nationalen Wahlkreis. Die Sperrklausel beträgt 5 % der gültigen Stimmen. Für die Sitzzuteilung wird das Quotenverfahren mit Droopquote und Restsitzvergabe nach größten Resten verwendet.
In Slowenien erfolgt die Zuteilung der 8 Sitze in einem nationalen Wahlkreis. Die Sperrklausel beträgt 4 %. Für die Sitzzuteilung wird das D’Hondt-Verfahren verwendet.
In Spanien erfolgt die Zuteilung der 54 Sitze in einem nationalen Wahlkreis ohne Sperrklausel. Für die Sitzzuteilung wird das D’Hondt-Verfahren verwendet. Regionale und andere kleinere Parteien präsentieren üblicherweise gemeinsame Listen, um ihren Chancen auf ein Mandat zu erhöhen. Teilweise werden dabei vorab Absprachen getroffen, dass ein gewonnener Sitz während der Legislaturperiode zwischen den Parteien einer Liste rotiert.
In der Tschechischen Republik erfolgt die Zuteilung der 22 Sitze in einem nationalen Wahlkreis. Die Sperrklausel beträgt 5 % der gültigen Stimmen. Für die Sitzzuteilung wird das D’Hondt-Verfahren verwendet.
In Ungarn erfolgt die Zuteilung der 22 Sitze in einem nationalen Wahlkreis. Die Sperrklausel beträgt 5 % der gültigen Stimmen. Für die Sitzzuteilung wird das D’Hondt-Verfahren verwendet.
In Zypern erfolgt die Zuteilung der 6 Sitze in einem nationalen Wahlkreis. Die Sperrklausel beträgt formal 1,8 % der gültigen Stimmen; faktisch ist aufgrund der niedrigen Mandatszahl ein deutlich besseres Wahlergebnis notwendig, um überhaupt einen Sitz zu erreichen. Für die Sitzzuteilung wird das Hare/Niemeyer-Verfahren mit abgerundeter Hare-Quote {\displaystyle HQ3=\left\lfloor {\frac {\text{zuteilungsberechtigte Stimmen}}{\text{Anzahl der Sitze}}}\right\rfloor } verwendet.
Im Vereinigten Königreich erfolgte die Wahl in Großbritannien seit 1999 als Verhältniswahl im D’Hondt-Verfahren in elf Wahlkreisen, entsprechend den neun englischen Regionen (East of England, East Midlands, Greater London, North East England, North West England, South East England, South West England (einschl. Gibraltar), West Midlands und Yorkshire and the Humber) sowie Schottland und Wales. Bis 1994 fand die Wahl als Mehrheitswahl in 78 (1994: 84) Wahlkreisen statt. In Nordirland wurde davon abweichend immer das Verfahren der Übertragbaren Einzelstimmgebung (Präferenzwahlsystem) angewandt.

### Möglichkeit der doppelten Stimmabgabe
Zeit-Chefredakteur Giovanni di Lorenzo räumte in der ARD-Diskussionssendung Günther Jauch am Tag der Europawahl 2014 ein, bei dieser zweimal abgestimmt zu haben: Einmal in einer Hamburger Grundschule und einmal im italienischen Konsulat. Dies war möglich, da er außer der deutschen Staatsbürgerschaft auch die italienische Staatsbürgerschaft besitzt, also zweier EU-Staaten (sogenannter Doppelstaatler). In Deutschland leben mehr als eine Million Doppelstaatler. Diese doppelte Stimmabgabe ist in Deutschland gemäß § 107a (1) des Strafgesetzbuches strafbar, jedoch ist eine Kontrolle wegen eines fehlenden Datenabgleichs der Mitgliedsstaaten der EU faktisch nicht möglich. Ende September 2014 traf sich deshalb der Bundesminister des Innern Thomas de Maizière (CDU) gemeinsam mit dem Bundeswahlleiter und den Landeswahlleitern in Wiesbaden, um über nationalstaatlich umsetzbare Maßnahmen zu beraten, mit dem Ziel, bei künftigen Wahlen eine doppelte Stimmabgabe zu verhindern.

## Geschichte und Bedeutung der Europawahlen
Bei Gründung der Europäischen Gemeinschaften besaß das Europäische Parlament (damals noch als Parlamentarische Versammlung bezeichnet) kaum Kompetenzen. Die Europaabgeordneten wurden nach Art. 138 Abs. 1 EWG-Vertrag „nach einem von jedem Mitgliedstaat bestimmten Verfahren von den Parlamenten aus ihrer Mitte ernannt“, sie waren also jeweils zugleich auch nationale Parlamentarier. Allerdings sah Art. 138 Abs. 3 EWG-Vertrag auch schon die Möglichkeit einer allgemeinen Europawahl vor; die Versammlung sollte ihm zufolge „Entwürfe für allgemeine unmittelbare Wahlen nach einem einheitlichen Verfahren in allen Mitgliedstaaten“ ausarbeiten, die dann vom Ministerrat einstimmig erlassen und von den Mitgliedstaaten ratifiziert werden sollten. Dieses Vorhaben, das niemals vollständig umgesetzt wurde, entsprach somit im Wesentlichen bereits dem heutigen Art. 223 AEU-Vertrag.
Erst 1976 – nach der ersten Erweiterung der Gemeinschaften und inmitten der Eurosklerose-Krise – gelang es den im Europäischen Rat versammelten Staats- und Regierungschefs der Mitgliedstaaten, sich auf den Direktwahlakt zu einigen. Dieser sah die Einführung von Europawahlen vor, wenn auch zunächst nach jeweils einzelstaatlichen Regelungen. Obwohl das Europäische Parlament durch den Direktwahlakt keine zusätzlichen Kompetenzen erhielt, wurde die erste Europawahl im Jahr 1979 als ein wichtiges symbolisches Zeichen gesehen. Die neugewonnene demokratische Legitimität des Parlaments führte zu einem gestiegenen Selbstbewusstsein der Abgeordneten, das sich etwa in dem 1984 auf Initiative von Altiero Spinelli verabschiedeten Entwurf des Parlaments für eine europäische Verfassung niederschlug. Die Stärkung der Kompetenzen des Parlaments wurde nun als die beste Möglichkeit gesehen, um das europäische Demokratiedefizit abzubauen.
Die reale Machtlosigkeit des Parlaments führte jedoch schnell dazu, dass die Europawahlen in den verschiedenen Mitgliedstaaten als Wahlen „zweiten Ranges“ betrachtet wurden. Statt europäischer Themen standen im Mittelpunkt des Wahlkampfs meist nationale Fragen, und bereits bei der Europawahl 1984 nutzten viele Wähler die Europawahlen, um ihre jeweils nationale Regierung abzustrafen. Die europaweite Wahlbeteiligung sank bis zur Europawahl 2009 von Wahl zu Wahl und fiel in fast allen Ländern niedriger aus als die Wahlen zum nationalen Parlament. Von dieser niedrigen Wahlbeteiligung profitierten dabei in manchen Mitgliedstaaten auch populistische oder extremistische Gruppierungen, die Sitze im Europäischen Parlament erzielten.
Auch die EU-Vertragsreformen seit den 1990er Jahren (insbesondere der Vertrag von Maastricht 1992) durch die das Parlament deutlich an Kompetenzen gegenüber den anderen EU-Institutionen hinzugewann, änderten nichts am Trend der sinkenden Wahlbeteiligung und an der Dominanz nationaler Themen im Wahlkampf. Die europäischen politischen Parteien versuchten dieser Entwicklung entgegenzutreten, indem sie gemeinsame europaweite Wahlprogramme formulierten. Vorreiter war hierbei die Europäische Grüne Partei bei der Europawahl 2004; bei der Europawahl 2009 zogen fast alle anderen Europaparteien nach. Allerdings fanden auch diese Wahlprogramme nur wenig Aufmerksamkeit in der Öffentlichkeit.

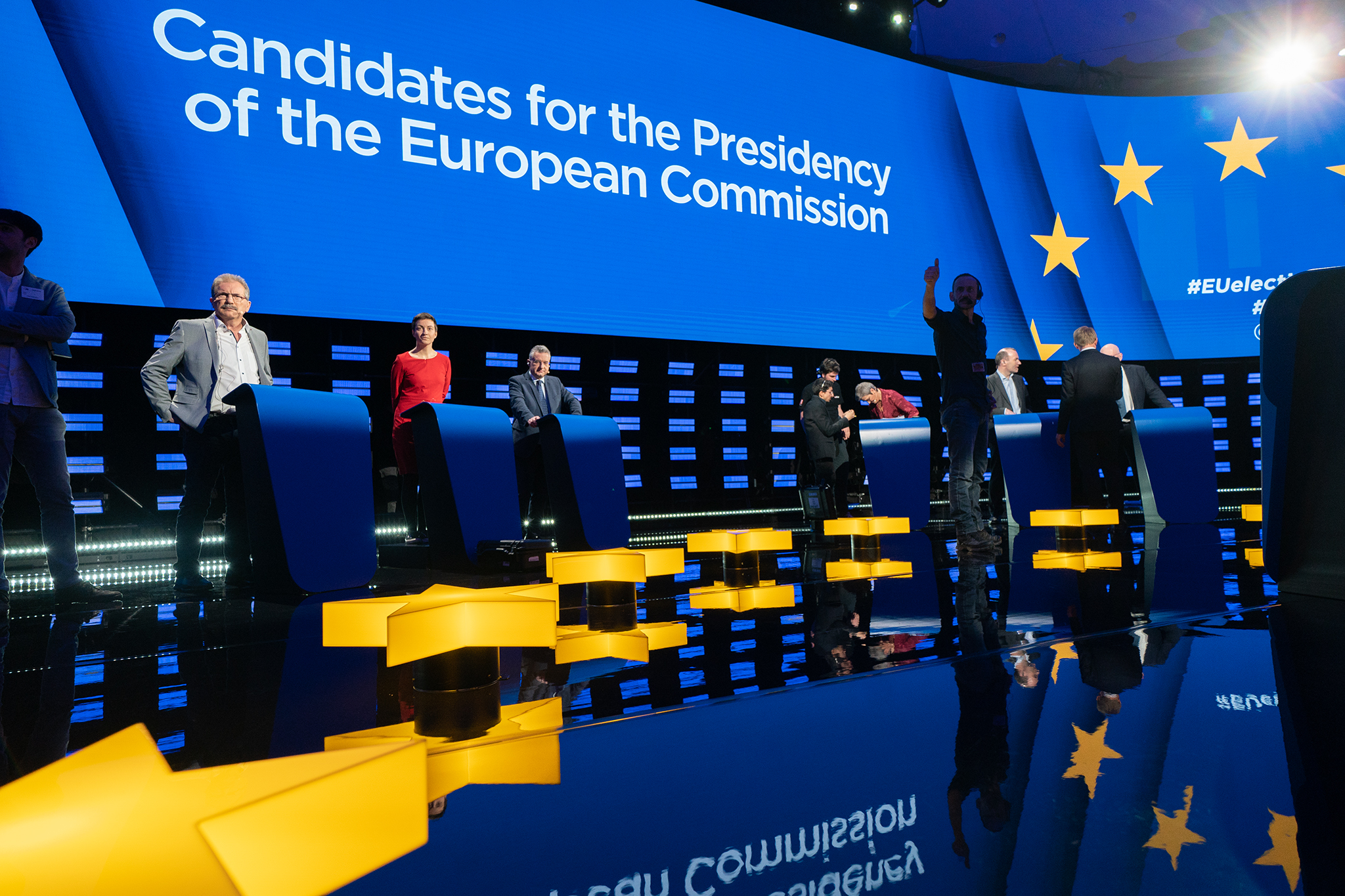
Die Spitzenkandidaten der europäischen Parteienfamilien beim TV-Duell zur Europawahl 2019 im umgebauten Straßburger Plenarsaal

Als tiefere strukturelle Gründe hierfür werden vor allem das Fehlen länderübergreifender Listen und Spitzenkandidaten gesehen, die eine gesamteuropäische Personalisierung der Wahlen ermöglichen würden. Hintergrund ist der vergleichsweise geringe Einfluss des Europaparlaments auf die Bildung der europäischen Exekutive: Während etwa Regierungschefs auf nationaler Ebene meist vom Parlament gewählt werden, wird der Präsident der Europäischen Kommission vom Europäischen Rat, also den Staats- und Regierungschefs der Mitgliedstaaten, nominiert und vom Europaparlament lediglich bestätigt. Allerdings nahm auch hier der Einfluss des Europäischen Parlaments zu: Der Europäische Rat muss inzwischen beim Vorschlag des Präsidentschaftskandidaten nach Art. 17 Abs. 7 EU-Vertrag die Ergebnisse der vorhergehenden Europawahlen „berücksichtigen“; üblicherweise gehört daher der Kommissionspräsident derjenigen Europapartei an, die im Parlament die stärkste Fraktion stellt. Im Vorfeld der Europawahl 2009 hatte es deshalb eine Kampagne unter anderem der Europäischen Bewegung und der Union Europäischer Föderalisten gegeben, die darauf drängten, dass die europäischen Parteien schon im Wahlkampf verschiedene Kandidaten zur Debatte stellen sollten.
Auch über eine grundsätzliche Veränderung des Wahlsystems, durch die alle oder ein Teil der Europaabgeordneten nicht mehr über nationale, sondern über europaweite Listen gewählt werden würde, wurde wiederholt diskutiert. Ein entsprechender Vorschlag wurde 2008 von Andrew Duff, dem Berichterstatter des Europäischen Parlaments zur Wahlreform, eingebracht und am 19. April 2011 vom Ausschuss für konstitutionelle Fragen verabschiedet. Darin ist vorgesehen, länderübergreifende europäische Wahllisten einzuführen, für die jede europäische Partei bzw. jede Fraktion des Europäischen Parlaments 25 Kandidaten vorschlagen kann. Das Europäische Parlament hätte neu 751 Abgeordnete aus den nationalen Listen und zusätzlich 25 über die transnationalen Listen gewählte Abgeordnete. Eine solche Reform würde jedoch eine Veränderung des EU-Vertrags notwendig machen und müsste deshalb von allen Mitgliedstaaten der EU ratifiziert werden.

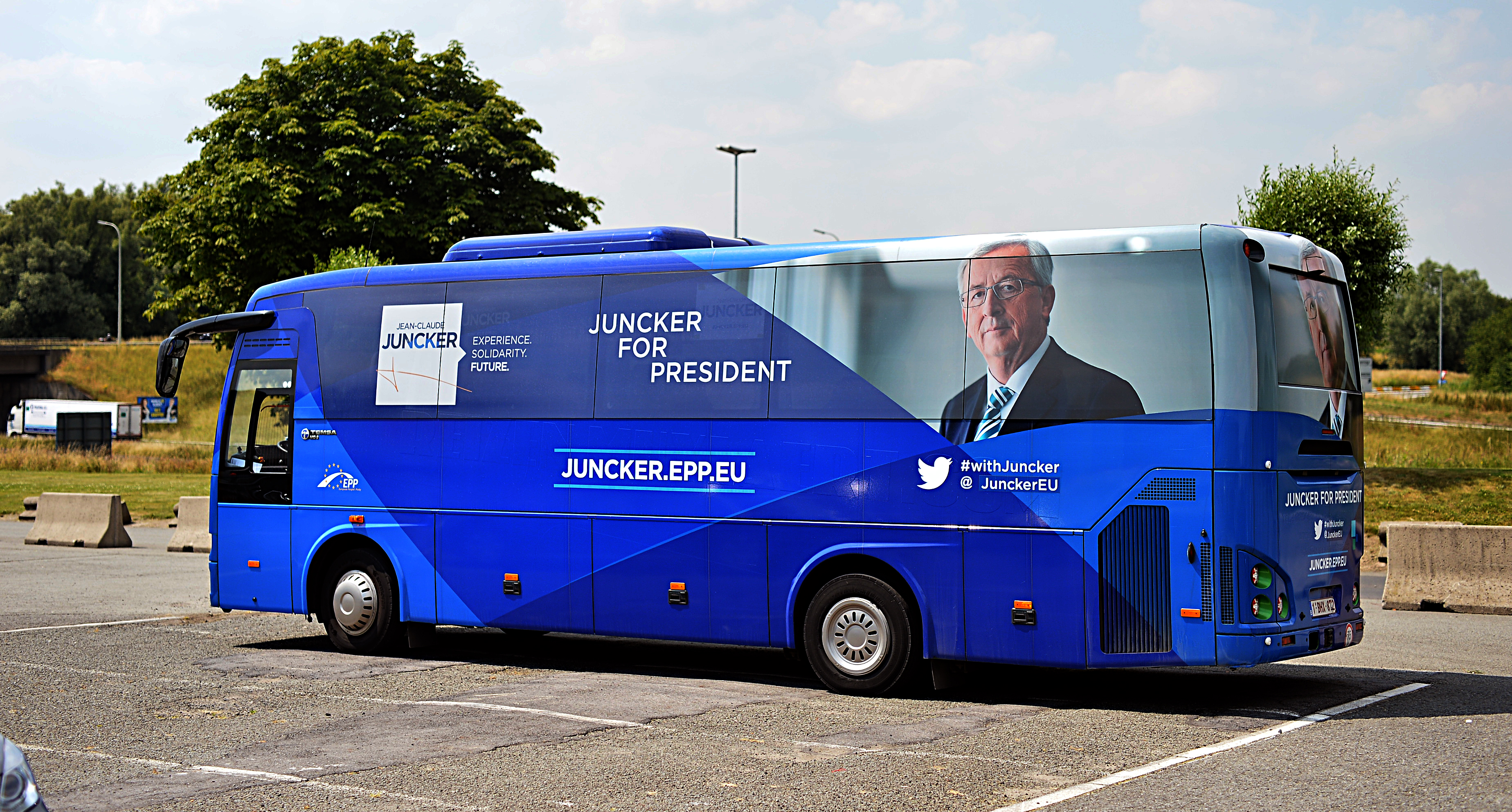
Wahlkampfbus von Jean-Claude Juncker 2014

Mit der Europawahl 2014 traten die Änderungen aus dem Vertrag von Lissabon zur Rolle und Relevanz des Europäischen Parlaments ein: Das direkt gewählte Organ in der Europäischen Union wurde in seinen Kompetenzen gestärkt. Somit gewinnt auch die Europawahl als politisches Ereignis zur Legitimation des Europäischen Parlaments an Bedeutung. Infolgedessen wird ein zentrales Argument der Nebenwahl-These entkräftet. Diese führt die niedrige Wahlbeteiligung bei Europawahlen darauf zurück, dass der Wähler dem Europaparlament und folglich auch seinen Votum wenig Gewicht beimisst. Trotz der neuen Regelung hat sich die Beteiligungsquote in der Wahl 2014 kaum gesteigert.

### Entwicklung der Wahlbeteiligung
Während die europaweite Wahlbeteiligung bis zur Europawahl 2009 kontinuierlich sank, schwankte sie zwischen den einzelnen Mitgliedstaaten teilweise sehr deutlich. Hoch ist sie in Belgien und Luxemburg, wo Wahlpflicht herrscht, aber beispielsweise auch in Italien und Malta. Eine besonders niedrige Wahlbeteiligung gab es dagegen üblicherweise im Vereinigten Königreich, niedrig ist sie auch in mehreren der bei der EU-Erweiterung 2004 neu beigetretenen mittel- und osteuropäischen Staaten.
Die folgende Tabelle zeigt die Entwicklung der Wahlbeteiligung bei Europawahlen in den einzelnen Ländern, jeweils in Prozent der Wahlberechtigten.
| Wahljahr | Gesamt | DE   | AT          | FR   | BE   | IT   | LU   | NL   | DK   | IE   | UK   | GR       | ES          | PT          | SE          | FI          | CZ   | EE   | CY   | LV   | LT   | HU   | MT   | PL   | SI   | SK   | BG          | RO          | HR          |
| -------- | ------ | ---- | ----------- | ---- | ---- | ---- | ---- | ---- | ---- | ---- | ---- | -------- | ----------- | ----------- | ----------- | ----------- | ---- | ---- | ---- | ---- | ---- | ---- | ---- | ---- | ---- | ---- | ----------- | ----------- | ----------- |
| 1979     | 63,0   | 65,7 | –           | 60,7 | 91,4 | 84,9 | 88,9 | 57,8 | 47,8 | 63,6 | 32,2 | ? (1981) | –           | –           | –           | –           | –    | –    | –    | –    | –    | –    | –    | –    | –    | –    | –           | –           | –           |
| 1984     | 61,0   | 56,8 | –           | 56,7 | 92,2 | 83,4 | 88,8 | 50,6 | 52,4 | 47,6 | 32,6 | 77,2     | 68,9 (1987) | 72,4 (1987) | –           | –           | –    | –    | –    | –    | –    | –    | –    | –    | –    | –    | –           | –           | –           |
| 1989     | 58,5   | 62,3 | –           | 48,7 | 90,7 | 81,5 | 87,4 | 47,2 | 46,2 | 68,3 | 36,2 | 79,9     | 54,6        | 51,2        | –           | –           | –    | –    | –    | –    | –    | –    | –    | –    | –    | –    | –           | –           | –           |
| 1994     | 56,8   | 60,0 | 67,7 (1996) | 52,7 | 90,7 | 74,8 | 88,5 | 35,6 | 52,9 | 44,0 | 36,4 | 71,2     | 59,1        | 35,5        | 41,6 (1995) | 60,3 (1996) | –    | –    | –    | –    | –    | –    | –    | –    | –    | –    | –           | –           | –           |
| 1999     | 49,8   | 45,2 | 49,4        | 46,8 | 91,0 | 70,8 | 87,3 | 30,0 | 50,5 | 50,2 | 24,0 | 75,3     | 63,0        | 40,0        | 38,8        | 31,4        | –    | –    | –    | –    | –    | –    | –    | –    | –    | –    | –           | –           | –           |
| 2004     | 45,6   | 43,0 | 42,4        | 43,1 | 90,8 | 73,1 | 91,4 | 39,1 | 47,9 | 59,7 | 38,9 | 62,8     | 45,9        | 38,7        | 37,2        | 41,1        | 27,9 | 26,9 | 71,2 | 41,2 | 48,2 | 38,5 | 82,4 | 20,4 | 28,3 | 16,7 | 29,2 (2007) | 29,5 (2007) | –           |
| 2009     | 43,0   | 43,3 | 46,0        | 40,7 | 90,4 | 65,1 | 90,8 | 36,8 | 59,5 | 57,6 | 34,7 | 52,6     | 46,0        | 36,8        | 45,5        | 40,3        | 28,2 | 43,9 | 59,4 | 53,7 | 21,0 | 36,3 | 78,8 | 24,5 | 28,3 | 19,6 | 39,0        | 27,7        | 20,8 (2013) |
| 2014     | 42,6   | 48,1 | 45,4        | 42,4 | 89,6 | 57,2 | 85,6 | 37,3 | 56,3 | 52,4 | 35,6 | 60,0     | 43,8        | 33,7        | 51,1        | 39,1        | 18,2 | 36,5 | 44,0 | 30,2 | 47,3 | 29,0 | 74,8 | 23,8 | 24,6 | 13,1 | 35,8        | 32,4        | 25,2        |
| 2019     | 51,0   | 61,5 | 59,3        | 51,0 | 89,0 | 56,1 | 84,1 | 41,8 | 66,0 | 49,3 | 37,0 | 57,9     | 64,3        | 31,0        | 53,3        | 40,7        | 28,7 | 37,6 | 45,0 | 33,6 | 52,9 | 43,4 | 72,6 | 43,0 | 28,3 | 22,7 | 30,8        | 49,0        | 29,7        |
| 2024     | 50,7   | 64,7 | 56,3        | 51,5 | 89,0 | 48,3 | 82,3 | 46,2 | 58,3 | 50,6 | –    | 41,2     | 46,4        | 36,5        | 53,4        | 40,4        | 36,5 | 37,6 | 58,9 | 33,8 | 29,0 | 59,5 | 73,0 | 40,7 | 41,8 | 34,4 | 33,8        | 52,4        | 21,4        |

## Bisherige Europawahlen
Die folgenden Grafiken listen die Ergebnisse der Wahl zum Europäischen Parlament seit 1979.
| 1979 | 1984 | 1989 | 1994 |
| --- | --- | --- | --- |
| Insgesamt 410 Sitze - KOM: 44 - SOZ: 112 - LD: 40 - NI: 10 - CDI: 11 - EVP: 108 - ED: 63 - EPD: 22                  | Insgesamt 434 Sitze - KOM: 41 - SOZ: 130 - RBW: 20 - LD: 31 - NI: 7 - EVP: 110 - ED: 50 - EDA: 29 - ER: 16        | Insgesamt 518 Sitze - KdL: 14 - VEL: 28 - Grüne: 30 - SOZ: 180 - RBW: 13 - LDR: 49 - NI: 12 - EVP: 121 - ED: 34 - EDA: 20 - DR: 17 | Insgesamt 567 Sitze - VEL: 28 - Grüne: 23 - SPE: 198 - ERA: 19 - NI: 27 - ELDR: 44 - EVP: 156 - EN: 19 - FE: 27 - EDA: 26 |
| 1999 | 2004 | 2009 | 2014 |
| Insgesamt 626 Sitze - VEL: 42 - SPE: 180 - G/EFA: 48 - NI: 9 - ELDR: 50 - EVP-ED: 233 - EDU: 16 - UEN: 30 - TDI: 18 | Insgesamt 732 Sitze - VEL: 41 - SOZ: 200 - G/EFA: 42 - NI: 29 - ALDE: 88 - EVP-ED: 268 - I/D: 37 - UEN: 27        | Insgesamt 736 Sitze - VEL: 35 - S&D: 184 - G/EFA: 55 - NI: 27 - ALDE: 84 - EVP: 265 - EKR: 54 - EFD: 32                            | Insgesamt 751 Sitze - VEL: 52 - S&D: 191 - G/EFA: 50 - NI: 52 - ALDE: 67 - EVP: 221 - EKR: 70 - EFDD: 48                  |
| 2019 | 2024 | | |
| Insgesamt 751 Sitze - GUE/NGL: 41 - S&D: 154 - G/EFA: 75 - NI: 56 - RE: 108 - EVP: 182 - EKR: 62 - ID: 73           | Insgesamt 720 Sitze - Linke: 46 - S&D: 136 - G/EFA: 53 - RE: 77 - EVP: 188 - EKR: 78 - PfE: 84 - ESN: 25 - NI: 33 | | |

Die folgende Tabelle listet die Verteilung der Mitglieder des Europäischen Parlaments auf die Fraktionen (absolute Zahlen und Prozentangaben) seit 1979, jeweils zu Beginn und zu Ende der Legislaturperiode. In der letzten Zeile ist der aktuelle Stand aufgeführt.
| Legislatur- periode | Kommunisten/ Linke   | Kommunisten/ Linke   | Sozialdemokraten | Grüne       | Regional.   | Liberale       | Liberale       | Christdemokraten | Nationalkonservative | Nationalkonservative | Nationalkonservative | EU-Skeptiker    | Rechtsextreme | Rechtsextreme | Fraktionslose | Gesamtanzahl |
| 1979–1984           | KOM                  | KOM                  | SOZ              |             | CDI         | L              | L              | EVP              | ED                   | EDA                  | EDA                  |                 |               |               | NI            | Summe        |
| ------------------- | -------------------- | -------------------- | ---------------- | ----------- | ----------- | -------------- | -------------- | ---------------- | -------------------- | -------------------- | -------------------- | --------------- | ------------- | ------------- | ------------- | ------------ |
| 1979–1984           | 44 (10,7 %)          | 44 (10,7 %)          | 113 (27,6 %)     |             | 11 (2,7 %)  | 40 (9,8 %)     | 40 (9,8 %)     | 107 (26,1 %)     | 64 (15,6 %)          | 22 (5,4 %)           | 22 (5,4 %)           |                 |               |               | 09 (2,2 %)    | 410          |
| 1979–1984           | 48 (11,1 %)          | 48 (11,1 %)          | 124 (28,6 %)     | 12 (2,8 %)  | 38 (8,8 %)  | 38 (8,8 %)     | 117 (27,0 %)   | 63 (14,5 %)      | 22 (5,1 %)           | 22 (5,1 %)           | 10 (2,3 %)           | 434             |               |               |               |              |
| 1984–1989           | KOM                  | KOM                  | SOZ              | RBW         | RBW         | L              | L              | EVP              | ED                   | RDE                  | RDE                  |                 | ER            | ER            | NI 1          | Summe        |
| 1984–1989           | 41 (9,4 %)           | 41 (9,4 %)           | 130 (30,0 %)     | 20 (4,6 %)  | 20 (4,6 %)  | 31 (7,1 %)     | 31 (7,1 %)     | 110 (25,3 %)     | 50 (11,5 %)          | 29 (6,7 %)           | 29 (6,7 %)           |                 | 16 (3,7 %)    | 16 (3,7 %)    | 07 (1,6 %)    | 434          |
| 1984–1989           | 48 (9,3 %)           | 48 (9,3 %)           | 166 (32,0 %)     | 20 (3,9 %)  | 20 (3,9 %)  | LDR 45 (8,7 %) | LDR 45 (8,7 %) | 113 (21,8 %)     | 66 (12,7 %)          | 30 (5,8 %)           | 30 (5,8 %)           | 16 (3,1 %)      | 16 (3,1 %)    | 14 (2,7 %)    | 518           |              |
| 1989–1994           | GUE                  | CG                   | SOZ              | V           | ARC         | LDR            | LDR            | EVP              | ED                   | RDE                  | RDE                  |                 | DR            | DR            | NI            | Summe        |
| 1989–1994           | 28 (5,4 %)           | 14 (2,7 %)           | 180 (34,7 %)     | 30 (5,8 %)  | 13 (2,5 %)  | 49 (9,5 %)     | 49 (9,5 %)     | 121 (23,4 %)     | 34 (6,6 %)           | 20 (3,9 %)           | 20 (3,9 %)           |                 | 17 (3,3 %)    | 17 (3,3 %)    | 12 (2,3 %)    | 518          |
| 1989–1994           |                      | 13 (2,5 %)           | SPE 198 (38,2 %) | 27 (5,2 %)  | 14 (2,7 %)  | 45 (8,7 %)     | 45 (8,7 %)     | 162 (31,3 %)     | 162 (31,3 %)         | 20 (3,9 %)           | 20 (3,9 %)           | 12 (2,3 %)      | 12 (2,3 %)    | 27 (5,2 %)    | 518           |              |
| 1994–1999           | GUE                  | GUE                  | SPE              | G           | ERA         | ERA            | ELDR           | EVP/ED           | EVP/ED               | RDE                  | FE                   | EN              |               |               | NI            | Summe        |
| 1994–1999           | 28 (4,9 %)           | 28 (4,9 %)           | 198 (34,9 %)     | 23 (4,1 %)  | 19 (3,4 %)  | 19 (3,4 %)     | 44 (7,8 %)     | 156 (27,5 %)     | 156 (27,5 %)         | 26 (4,6 %)           | 27 (4,8 %)           | 19 (3,4 %)      |               |               | 27 (4,8 %)    | 567          |
| 1994–1999           | GUE/NGL 34 (5,4 %)   | GUE/NGL 34 (5,4 %)   | 214 (34,2 %)     | 27 (4,3 %)  | 21 (3,4 %)  | 21 (3,4 %)     | 42 (6,7 %)     | 201 (32,1 %)     | 201 (32,1 %)         | UFE 34 (5,4 %)       | UFE 34 (5,4 %)       | I-EN 15 (2,4 %) | 38 (6,1 %)    | 626           |               |              |
| 1999–2004           | GUE/NGL              | GUE/NGL              | SPE              | Grüne/EFA   | Grüne/EFA   | ELDR           | ELDR           | EVP/ED           | EVP/ED               | UEN                  | UEN                  | EDU             | TDI           | TDI           | NI            | Summe        |
| 1999–2004           | 42 (6,7 %)           | 42 (6,7 %)           | 180 (28,8 %)     | 48 (7,7 %)  | 48 (7,7 %)  | 50 (8,0 %)     | 50 (8,0 %)     | D                | D                    | 30 (4,8 %)           | 30 (4,8 %)           | 16 (2,6 %)      | 18 (2,9 %)    | 18 (2,9 %)    | 09 (1,4 %)    | 626          |
| 1999–2004           | 55 (7,0 %)           | 55 (7,0 %)           | 232 (29,4 %)     | 47 (6,0 %)  | 47 (6,0 %)  | 67 (8,5 %)     | 67 (8,5 %)     | 295 (37,4 %)     | 295 (37,4 %)         | 30 (3,8 %)           | 30 (3,8 %)           | 18 (2,3 %)      |               |               | 44 (5,6 %)    | 788          |
| 2004–2009           | GUE/NGL              | GUE/NGL              | SPE              | Grüne/EFA   | Grüne/EFA   | ALDE           | ALDE           | EVP/ED           | EVP/ED               | UEN                  | UEN                  | IND/DEM         | ITS 2         | ITS 2         | NI            | Summe        |
| 2004–2009           | 41 (5,6 %)           | 41 (5,6 %)           | 200 (27,3 %)     | 42 (5,8 %)  | 42 (5,8 %)  | 088 (12,0 %)   | 088 (12,0 %)   | 268 (36,7 %)     | 268 (36,7 %)         | 27 (3,7 %)           | 27 (3,7 %)           | 37 (5,1 %)      |               |               | 29 (4,0 %)    | 732          |
| 2004–2009           | 41 (5,2 %)           | 41 (5,2 %)           | 217 (27,6 %)     | 43 (5,5 %)  | 43 (5,5 %)  | 100 (12,7 %)   | 100 (12,7 %)   | 288 (36,7 %)     | 288 (36,7 %)         | 44 (5,6 %)           | 44 (5,6 %)           | 22 (2,8 %)      | 30 (3,8 %)    | 785           |               |              |
| 2009–2014           | GUE/NGL              | GUE/NGL              | S&D              | Grüne/EFA   | Grüne/EFA   | ALDE           | ALDE           | EVP              | EKR                  | EKR                  | EKR                  | EFD             |               |               | NI            | Summe        |
| 2009–2014           | 35 (4,8 %)           | 35 (4,8 %)           | 184 (25,0 %)     | 55 (7,5 %)  | 55 (7,5 %)  | 84 (11,4 %)    | 84 (11,4 %)    | 265 (36,0 %)     | 55 (7,5 %)           | 55 (7,5 %)           | 55 (7,5 %)           | 32 (4,4 %)      |               |               | 27 (3,7 %)    | 736          |
| 2009–2014           | 35 (4,6 %)           | 35 (4,6 %)           | 195 (25,5 %)     | 58 (7,3 %)  | 58 (7,3 %)  | 83 (10,8 %)    | 83 (10,8 %)    | 274 (35,8 %)     | 57 (7,4 %)           | 57 (7,4 %)           | 57 (7,4 %)           | 31 (4,0 %)      | 33 (4,3 %)    | 766           |               |              |
| 2014–2019           | GUE/NGL              | GUE/NGL              | S&D              | Grüne/EFA   | Grüne/EFA   | ALDE           | ALDE           | EVP              | EKR                  | EKR                  | EKR                  | EFDD 3          | ENF           | ENF           | NI            | Summe        |
| 2014–2019           | 52 (6,9 %)           | 52 (6,9 %)           | 191 (25,4 %)     | 50 (6,7 %)  | 50 (6,7 %)  | 67 (8,9 %)     | 67 (8,9 %)     | 221 (29,4 %)     | 70 (09,3 %)          | 70 (09,3 %)          | 70 (09,3 %)          | 48 (6,4 %)      |               |               | 52 (6,9 %)    | 751          |
| 2014–2019           | 52 (6,9 %)           | 52 (6,9 %)           | 187 (24,9 %)     | 52 (6,9 %)  | 52 (6,9 %)  | 69 (9,2 %)     | 69 (9,2 %)     | 216 (28,8 %)     | 77 (10,3 %)          | 77 (10,3 %)          | 77 (10,3 %)          | 42 (5,6 %)      | 36 (4,8 %)    | 36 (4,8 %)    | 20 (2,7 %)    | 751          |
| 2019–2024           | GUE/NGL              | GUE/NGL              | S&D              | Grüne/EFA   | Grüne/EFA   | RE             | RE             | EVP              | EKR                  | EKR                  | EKR                  |                 | ID            | ID            | NI            | Summe        |
| 2019–2024           | 41 (5,5 %)           | 41 (5,5 %)           | 154 (20,5 %)     | 75 (10,0 %) | 75 (10,0 %) | 108 (14,4 %)   | 108 (14,4 %)   | 182 (24,2 %)     | 62 (8,3 %)           | 62 (8,3 %)           | 62 (8,3 %)           |                 | 73 (9,7 %)    | 73 (9,7 %)    | 56 (7,5 %)    | 751          |
| 2019–2024           | Die Linke 37 (5,2 %) | Die Linke 37 (5,2 %) | 139 (19,7 %)     | 71 (10,1 %) | 71 (10,1 %) | 102 (14,5 %)   | 102 (14,5 %)   | 176 (25,0 %)     | 69 (9,8 %)           | 69 (9,8 %)           | 69 (9,8 %)           | 49 (7,0 %)      | 49 (7,0 %)    | 62 (8,8 %)    | 705           |              |
| seit 2024           | Linke                | Linke                | S&D              | Grüne/EFA   | Grüne/EFA   | RE             | RE             | EVP              | EKR                  | EKR                  | EKR                  |                 | PfE           | ESN           | NI            | Summe        |
| seit 2024           | 46 (6,4 %)           | 46 (6,4 %)           | 136 (18,9 %)     | 53 (7,4 %)  | 53 (7,4 %)  | 77 (10,7 %)    | 77 (10,7 %)    | 188 (26,1 %)     | 78 (10,8 %)          | 78 (10,8 %)          | 78 (10,8 %)          |                 | 84 (11,7 %)   | 25 (3,5 %)    | 33 (4,6 %)    | 720          |
| seit 2024           | 46 (6,4 %)           | 46 (6,4 %)           | 136 (18,9 %)     | 53 (7,4 %)  | 53 (7,4 %)  | 75 (10,4 %)    | 75 (10,4 %)    | 188 (26,1 %)     | 80 (11,1 %)          | 80 (11,1 %)          | 80 (11,1 %)          | 86 (11,9 %)     | 27 (3,8 %)    | 28 (3,9 %)    | 720           |              |

### Bisherige Europawahlen in Deutschland
|      | CDU    | CDU    | CSU    | CSU | SPD    | SPD    | FDP    | FDP | Grüne  | Grüne | Linke P | Linke P | AfD    | AfD | Andere | Andere | Sitze  | Beteiligung |
| ---- | ------ | ------ | ------ | --- | ------ | ------ | ------ | --- | ------ | ----- | ------- | ------- | ------ | --- | ------ | ------ | ------ | ----------- |
| 1979 | 39,1 % | 32+2 B | 10,1 % | 8   | 40,8 % | 34+1 B | 6,0 %  | 4   | 3,2 %  | –     | –       | –       | –      | –   | 0,8 %  | –      | 78+3 B | 65,7 %      |
| 1984 | 37,5 % | 32+2 B | 8,5 %  | 7   | 37,4 % | 32+1 B | 4,8 %  | –   | 8,2 %  | 7     | –       | –       | –      | –   | 3,7 %  | –      | 78+3 B | 56,8 %      |
| 1989 | 29,5 % | 24+1 B | 8,2 %  | 7   | 37,1 % | 30+1 B | 5,6 %  | 4   | 8,4 %  | 7+1 B | –       | –       | –      | –   | 10,8 % | 6 R    | 78+3 B | 62,3 %      |
| 1994 | 32,0 % | 39     | 6,8 %  | 8   | 32,2 % | 40     | 4,1 %  | –   | 10,1 % | 12    | 4,7 %   | –       | –      | –   | 10,2 % | –      | 99     | 60,0 %      |
| 1999 | 39,3 % | 43     | 9,4 %  | 10  | 30,7 % | 33     | 3,0 %  | –   | 6,4 %  | 7     | 5,8 %   | 6       | –      | –   | 5,4 %  | –      | 99     | 45,2 %      |
| 2004 | 36,5 % | 40     | 8,0 %  | 9   | 21,5 % | 23     | 6,1 %  | 7   | 11,9 % | 13    | 6,1 %   | 7       | –      | –   | 9,8 %  | –      | 99     | 43,0 %      |
| 2009 | 30,7 % | 34     | 7,2 %  | 8   | 20,8 % | 23     | 11,0 % | 12  | 12,1 % | 14    | 7,5 %   | 8       | –      | –   | 10,7 % | –      | 99     | 43,3 %      |
| 2014 | 30,0 % | 29     | 5,4 %  | 5   | 27,3 % | 27     | 3,4 %  | 3   | 10,7 % | 11    | 7,4 %   | 7       | 7,1 %  | 7   | 8,7 %  | 7 A    | 96     | 48,0 %      |
| 2019 | 22,6 % | 23     | 6,3 %  | 6   | 15,8 % | 16     | 5,4 %  | 5   | 20,5 % | 21    | 5,5 %   | 5       | 11,0 % | 11  | 12,9 % | 9 D    | 96     | 61,4 %      |
| 2024 | 23,7 % | 23     | 6,3 %  | 6   | 13,9 % | 14     | 5,2 %  | 5   | 11,9 % | 12    | 2,7 %   | 3       | 15,9 % | 15  | 20,4 % | 18 E   | 96     | 64,7 %      |

### Bisherige Europawahlen in Österreich
|        | ÖVP    | ÖVP | SPÖ    | SPÖ   | MARTIN | MARTIN | FPÖ    | FPÖ | Grüne  | Grüne | NEOS N | NEOS N | Andere | Andere | Sitze  | Beteiligung |
| ------ | ------ | --- | ------ | ----- | ------ | ------ | ------ | --- | ------ | ----- | ------ | ------ | ------ | ------ | ------ | ----------- |
| 1996 B | 29,7 % | 7   | 29,2 % | 6     | –      | –      | 27,5 % | 6   | 6,8 %  | 1     | 4,3 %  | 1      | 2,1 %  | –      | 21     | 67,2 %      |
| 1999   | 30,7 % | 7   | 31,7 % | 7     | –      | –      | 23,4 % | 5   | 9,3 %  | 2     | 2,7 %  | –      | 1,5 %  | –      | 21     | 49,4 %      |
| 2004   | 32,7 % | 6   | 33,3 % | 7     | 14,0 % | 2      | 6,3 %  | 1   | 12,9 % | 2     | –      | –      | 0,8 %  | –      | 18     | 42,4 %      |
| 2009   | 30,0 % | 6   | 23,7 % | 4+1 L | 17,7 % | 3      | 12,7 % | 2   | 9,9 %  | 2     | 0,7 %  | –      | 5,3 %  | 0+1 Z  | 17+2 L | 46,0 %      |
| 2014   | 27,0 % | 5   | 24,1 % | 5     | –      | –      | 19,7 % | 4   | 14,5 % | 3     | 8,1 %  | 1      | 6,6 %  | –      | 18     | 45,4 %      |
| 2019   | 34,6 % | 7   | 23,9 % | 5     | –      | –      | 17,2 % | 3   | 14,1 % | 2+1 X | 8,4 %  | 1      | 1,8 %  | –      | 18+1 X | 59,8 %      |
| 2024   | 24,5 % | 5   | 23,2 % | 5     | –      | –      | 25,4 % | 6   | 12,1 % | 2     | 10,1 % | 2      | 5,9 %  | –      | 20 X   | 56,3 %      |

### Bisherige Europawahlen in weiteren Ländern
- Ergebnisse der Wahlen zum Europäischen Parlament in Dänemark
- Ergebnisse der Wahlen zum Europäischen Parlament in Luxemburg
- Sitzverteilung der Abgeordneten des Vereinigten Königreichs im Europäischen Parlament

### Deutschland
- Dossier der Bundeszentrale für politische Bildung zur Europawahl
- Text des Europawahlgesetzes
- Text der Europawahlordnung
- Ergebnisse und Wählerstatistik aller Europawahlen in Deutschland
- Kolja Bartsch: Wahlgeschichte der Europawahlen in Deutschland seit 1979. (PDF; 93,4 kB) In: Fachbereich WD 1, Geschichte, Zeitgeschichte und Politik. 15. Januar 2016, abgerufen am 11. Juni 2019.
- Peter-Christian Müller-Graff: Vortrag „40 Jahre Direktwahl des Europäischen Parlaments“ auf YouTube

### Österreich
- Europawahlen (Informationsseite des Bundesinnenministeriums)
- Bundesgesetz über die Wahl der von Österreich zu entsendenden Abgeordneten zum Europäischen Parlament (Europawahlordnung – EuWO)
- Bundesgesetz über die Führung ständiger Evidenzen der Wahl- und Stimmberechtigten bei Wahlen zum Europäischen Parlament (Europa-Wählerevidenzgesetz – EuWEG)